# Stemma del Dakota del Nord
Lo stemma del Dakota del Nord (ufficialmente in inglese Great Seal of the State of North Dakota, ossia Gran Sigillo dello Stato del Dakota del Nord) è in uso fin dalla nascita dello Stato, avvenuta nel 1889. Talvolta i colori all'interno possono differire a seconda della provenienza dell'immagine.

## Descrizione
Al centro dello stemma appare un albero, il cui tronco è circondato da tre fasci di grano; a destra della pianta si trovano un aratro, un'incudine e un martello; a sinistra invece si trova un arco attraversato da tre frecce, e un nativo americano sul dorso di un cavallo mentre insegue un bisonte in direzione del tramonto; il fogliame della pianta è sovrastato da un semicerchio di quarantadue stelle, circondate dal motto LIBERTY AND UNION NOW AND FOREVER, ONE AND INSEPARABLE ("Libertà e unione ora e per sempre, uno e inseparabile"), frase proveniente dal racconto di Daniel Webster Reply to Hayne. Sul bordo più esterno appaiono le scritte GREAT SEAL ("Gran Sigillo") in cima, mentre STATE OF NORTH DAKOTA ("Stato del Dakota del Nord") sul fondo; fra di esse appare la data del 1º ottobre 1889, giorno in cui lo Stato è entrato ufficialmente a far parte degli Stati Uniti d'America.